# Georg Hauser (Archäologe)
Georg Hauser (* 21. November 1946 in Sittensen; † 8. Oktober 2024 in Köln) war ein deutscher Archäologe und langjähriger Leiter der Kölner Domgrabung. Er war Experte für mittelalterliche Archäologie und Keramik.

## Leben
Nach seinem Abitur am Märkischen Gymnasium Schwelm studierte Hauser Ur- und Frühgeschichte, Klassische Archäologie und Mittelalterliche Geschichte an den Universitäten Kiel, Freiburg im Breisgau und Bochum und nahm als Student an mehreren Ausgrabungskampagnen am Tell Norşuntepe bei Elazığ in der Osttürkei teil. 1978 wurde er in Bochum mit einer bei Gerhard Mildenberger entstandenen Arbeit über Irdenware des Mittelalters in Franken promoviert. Nach einer Tätigkeit am Deutschen Bergbau-Museum in Bochum 1978, für das er an den Ausgrabungen in der bedeutenden mittelalterlichen Bergbausiedlung Altenberg bei Müsen teilnahm, kam Hauser 1979 als wissenschaftlicher Mitarbeiter zur Domgrabung der Kölner Dombauverwaltung. Seine Aufgabe war es, die gewaltige Menge an Funden in der seit 1946 bestehenden Grabung erstmals systematisch zu inventarisieren und die Baugeschichte des Kölner Domes zu erforschen. Von 1986 bis zu seiner Pensionierung 2011 war er Leiter der Domgrabung.
Unter seiner Leitung konzentrierte sich die Grabung auf die zuvor vernachlässigte Baugeschichte des gotischen Domes, während zugleich die Erforschung um den Vorgängerbau aus der karolingischen Zeit weiter vorangetrieben wurde. Der wichtigste Fund in Hausers Zeit als Grabungsleiter war 1994 ein Goldgulden (Viertelfloren), der unter Erzbischof Wilhelm von Gennep um 1357 geprägt worden war. Hierdurch konnte die Bauzeit des Südturms des Domes genauer datiert werden, dessen Fundamentierung demzufolge erst um 1360 abgeschlossen wurde und damit ein halbes Jahrhundert später als zuvor angenommen.
Hauser hat zahlreiche Veröffentlichungen insbesondere zur Bau- und Grabungsgeschichte des Kölner Domes und verwandten Themen vorgelegt. 2020 machte er in einem Aufsatz plausibel, dass auf Grund des darauf deutlich dargestellten Bauzustandes des Kölner Domes die berühmte Ebstorfer Weltkarte erst 1320 bis 1330 oder wenige Jahre danach entstanden ist, das heißt später als von vielen vermutet.

## Veröffentlichungen (Auswahl)
- Beiträge zur Erforschung hoch- und spätmittelalterlicher Irdenware aus Franken (= Zeitschrift für Archäologie des Mittelalters, Beiheft 3; zugleich Dissertation 1978 Universität Bochum), Köln 1984, ISBN 3-7927-0687-3
- Abschied vom Hildebold-Dom. Die Bauzeit des Alten Domes aus archäologischer Sicht, in: Kölner Domblatt, Bd. 56 (1991), S. 209–244
- Fragen zum römischen Tempel unter dem Dom, in: Kölner Domblatt, Bd. 58 (1993), S. 313–342
- Der Rheinische Viertelfloren. Rheingold: non olet, in: Kölner Domblatt, Bd. 59 (1994) S. 282–290
- Die Funde der Domgrabung. Ein Überblick, in: Arnold Wolff (Hrsg.), Die Domgrabung Köln. Altertum – Frühmittelalter – Mittelalter (= Studien zum Kölner Dom, Bd. 2), Köln 1996, S. 195–213, ISBN 3-922442-17-X
- Schichten und Geschichte unter dem Dom. Die Kölner Domgrabung (= Meisterwerke des Kölner Domes, Bd. 7), Köln 2003 (2., verbesserte Auflage 2010), ISBN 978-3-922442-49-3
- Die Herzen der Maria von Medici. Eine Domlegende, in: Kölner Domblatt, Bd. 74 (2009), S. 127–143
- Der Alte Dom und seine Vorgeschichte. Grundzüge der Forschung 1946–2012, in: Ulrich Back u. a.: Der Alte Dom zu Köln. Befunde und Funde zur vorgotischen Kathedrale (= Studien zum Kölner Dom, Bd. 12), Köln 2012, S. 231–250, ISBN 978-3-922442-77-6
- Die Ebstorfer Weltkarte und der Kölner Dom, in: Kölner Domblatt, Bd. 85 (2020), S. 229–241